# The Doors of the 21st Century: L.A. Woman Live
The Doors of the 21st Century: L.A. Woman Live è un concerto in DVD del gruppo musicale The Doors, che comprende l'ultimo tour relativo all'album L.A. Woman che non si è mai svolto nel 1971, dovuto alla morte del cantante e leader della band, Jim Morrison. Ad oltre trenta anni dal mancato tour, l'album consente di ascoltare e vedere per la prima volta dal vivo brani mai suonati, contenuti nell'album L. A. Woman, pubblicato nell'aprile del 1971.

## Tracce
1. Roadhouse Blues
2. Break on Through (To the Other Side)
3. When the Music's Over
4. Love Me Two Times
5. The Changeling
6. L'America
7. Love Her Madly
8. Down So Long
9. Hyacinth House
10. Cars Hiss By My Window
11. The WASP (Texas Radio and The Big Beat)
12. Riders on the Storm
13. L.A. Woman
14. Light My Fire
15. Soul Kitchen

## Formazione
- Ray Manzarek – Organo, pianoforte, tastiera
- Robby Krieger – Chitarra
- Ian Astbury – voce
- Ty Dennis – Batteria
- Angelo Barbera - Basso